# 잉글랜드와 웨일스의 법무장관

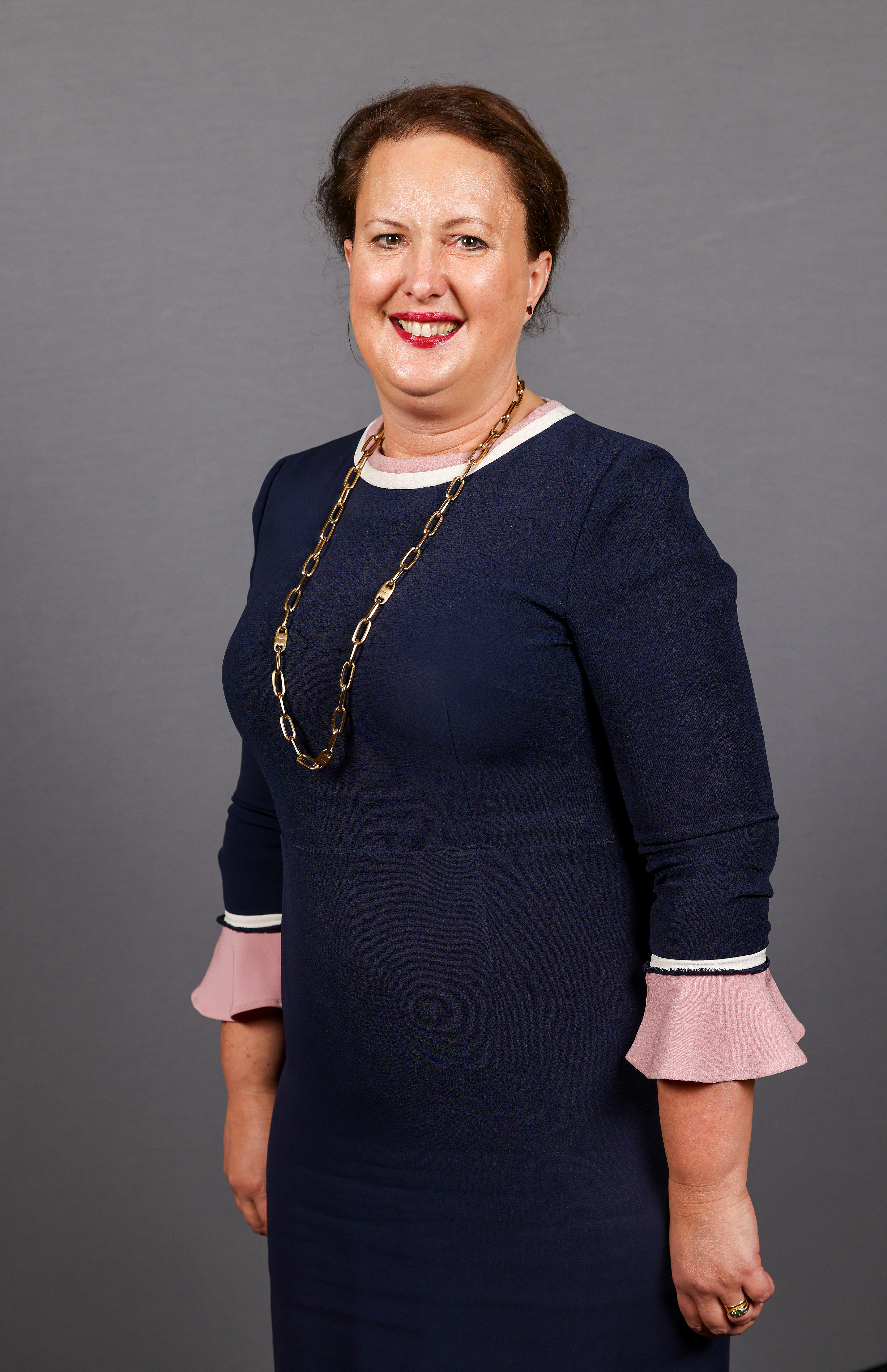
2022년 잉글랜드와 웨일스의 법무장관으로 취임한 빅토리아 프렌티스

잉글랜드와 웨일스의 법무장관(His Majesty's Attorney General for England and Wales)은 영국 군주와 정부의 잉글랜드 웨일스에 관련한 법률 고문으로 최고위 군주 법무관이다. 내각의 구성원은 아니나 법무장관실을 대표하여 내각에 참석한다. 영미법 체계를 가진 다른 나라들과 달리 법무행정을 관리하지는 않는데, 이는 대법관  겸 국가 법무장관이 수행한다. 잉글랜드와 웨일스의 법무장관은 북아일랜드 법무감을 겸직하고 있다.
잉글랜드와 웨일스의 법무장관 지위는 적어도 1243년부터 존재해 왔으며, 법정에서 국왕의 이익을 대변하기 위해 전문 변호인을 고용하였다고 기록되어 있다. 1461년에 상원에 소환되어 정부의 법률 문제를 조언하면서 정치적 역할을 맡기 시작하였다. 1673년까지도 법무장관은 법률 자문보다는 여전히 소송을 주로 담당하고 있었으나 점차 왕실의 법률 고문을 대표하였다. 20세기 초에 이르러 소송 업무 없이 법률 자문만을 담당하게 되었다. 오늘날 형사 기소는 영국 검찰청이 전담하며 정부의 기타 소송은 옛 재무성 법무부에서 2015년 이름을 바꾼 정부법무부가 담당한다.
법률 자문 이외에 중대비리수사청, 영국 검찰청, 영국 국방부의 군검찰청을 비롯한 기소권이 있는 법무관에 대한 감독 업무를 맡고 있다. 잉글랜드와 웨일스의 법무장관실은 정부 및 정부의 개별부처나 장관에게 법률적 자문을 하고 의회의 질의에 답변하며 잉글랜드와 웨일스의 고등법원의 판결의 양형에 대한 의견을 제출한다. 1997년 법무관법에 따라 업무의 일부를 차관에게 위임할 수 있으며 위임된 업무는 법무장관이 처리한 것으로 인정된다.
영국의 다른 부처와 같이 야당은 이에 상응하는 그림자 내각을 운영하여 법무장관의 업무를 견제하고 있고 사법특별위원회도 법무장관의 업무를 면밀히 조사한다.
2022년 빅토리아 프렌트스가 취임하여 재직 중이다.

## 역사
잉글랜드와 웨일스의 법무장관이 언제부터 임명되어 왔는 지에 대해서는 정확히 알려져 있지는 않지만 1243년에 로렌스 델 브로크라는 변호사가 "군주의 변호인"으로 임명되어 왕실의 기소를 담당하기 위해 급여를 받았다는 기록이 있다. 당시 국왕은 자신의 이해가 걸린 사건을 놓고 법정에 들어설 수 없었기 때문에 대리인이 필요하였다. 초기에 군주의 변호인으로서 법무장관은 왕실의 법률 대리인으로서 소송만을 담당하여 정치적 역할이 주어지지는 않았다. 각종 소송이 끊이지 않았기 때문에 법무장관은 매우 업무가 많은 자리였다. 17세기에 법부장관을 역임한 프란시스 노스는 연간 7천 파운드의 거금을 연봉으로 받았지만 항소법원장으로 발령받자 사실상 좌천되었음에도 업무량이 줄어든 것을 크게 기뻐할 정도였다. 1461년 잉글랜드 상원은 "법무장관"을 의회에 소환하였는데 이것이 법무장관이 공식적으로 언급된 최초의 기록이다. 이때부터 법무장관은 정부의 법률 자문도 담당하게 되었다. 이후 상원은 새로 임명되는 법무장관에게 관례적으로 소환장을 발부하고 있다. 그러나 1700년을 끝으로 법무장관은 이 소환에 응하지 않았고 1742년부터는 소환장의 접수도 거부하여 오다가 1999년 가레스 윌리엄스가 잉글랜드와 웨일스의 법무장관에 임명되며 상원에 출석하면서 이 관례는 깨지게 되었다.
16세기에 법무장관은 상원과 하원 사이의 연락을 담당하였지만 하원은 법무장관을 국왕과 상원을 구성하는 귀족들의 도구로 여겨 불신하였다. 1673년부터 법무장관이 하원에 자리를 마련하였고 이후 법무장관이 의회의 구성원이어야 한다는 요건은 없지만 그의 자리를 보장하는 것이 관례화되었다. 1672년에서 1673년 사이 찰스 2세가 선대부터 계속되어 온 종교적 갈등을 해결하기 위해 선포한 관용령이 법적 분쟁으로 비화하자 법무장관은 법정에서 국왕을 대리하였다.
1890년 법무장관이 개인적으로 업무를 계속할 수 있는 권한이 박탈되어 법률적 문제의 정부 대변인 역할만이 남게 되었다. 소송 당사자의 역할이 없어지자 법무장관은 20세기 초부터 정부와 개별부처에 법적 자문을 제공하는 정무직 장관에 가까워졌다. 그러나 이러한 변화가 모든 형사 사건에 일괄로 적용된 것은 아니어서 1957년 살인법 개정까지 모든 중독 사건의 기소권은 법무장관에게 있었다.
오늘날에도 법무장관의 소송 진행 업무가 아예 사라진 것은 아니다. 21세기 초 있었던 반테러법에 의한 이민 제한 법령 사건에서 법무장관은 정부의 테러리스트 구금에 대한 적법성을 방어하기 위해 직접 소송을 진행하였다.

## 역할과 임무
잉글랜드와 웨일스의 법무장관은 내각의 구성원은 아니나 각의에 참석할 수 있다. 법무장관이 내각의 구성원이 아니라는 것은 특별히 명시된 법률이 아니라 관습에 의해 유지되는 것으로 1912년 루퍼스 아이작부터 1928년 더글라스 호그에 이르기까지 역대 법무장관 가운데는 내각의 일원이 된 경우도 있다. 법무장관의 각의 참석을 막는 규정은 없고 때때로 내각이 법무장관을 불러 법률 자문을 구하기도 한다. 다만 법률 자문과 정치적 판단 사이의 구분을 명확히 하기 위해 자발적인 각의 참석은 부적절하다고 간주된다. 잉글랜드와 웨일스의 법무장관 역시 정부의 장관 가운데 하나이기 때문에 의회에 직접 답변할 수 있다.
잉글랜드와 웨일스의 법무장관은 국왕과 정부에 대한 최고 법률 고문으로서 정부와 개별 부서의 요청에 구두나 서면으로 법률 자문을 제공한다. 오늘날 소송 진행은 담당 업무가 아니지만 일부 주요 사건에서 국왕과 정부를 대변하며 이 경우 재무성 고문에게 이 역할을 위임한다. 관례에 따라 국제사법재판소의 사건에 대한 정부의 대표도 맡고 있다. 검찰청을 감독하고 검찰국장을 임명한다. 기소는 검찰청이 자체적으로 결정하지만 법령에 따라 법무장관의 동의가 필요한 사안과 국가안보에 관한 사항의 기소는 법무장관의 동의가 필요하다. 법무장관의 기소 동의로 진행된 사건 가운데는 1924년 그레이트브리튼 공산당의 창립자 가운데 한 명인 존 로스 캠벨을 기소하여 제1차 노동당 내각을 붕괴시킨 캠벨 사건이 있다.
정부 각 부처의 법률부서도 법무장관의 감독을 받으며 특히 중대비리수사청을 감독한다. 고등법원의 양형 기준에 대한 의견을 제시할 수 있고 형사 기소를 취소하는 놀리 프로시콰이 발급하여 기소유예 처분을 내릴 수 있다. 1896년 재정된 부당소송금지법에 따라 부당소송을 제기하는 개인을 규제할 수 있고, 자선 단체 관련 소송이나 특정 가정법 사건에서 공익을 대변하기 위해 소송에 개입할 수도 있다. 관례적으로 잉글랜드와 웨일스의 변호사협회의 명예 대표를 맡지만 아무런 의무나 권리가 없는 명예직일 뿐이다. 1997년 법무관법에 따라 업무를 차관에게 위임할 수 있으며 이렇게 위임된 업무는 법무장관이 수행한 것으로 간주된다. 이로서 잉글랜드와 웨일스의 법무장관은 실무에서 벗어난 정무직으로 변화하였다.

## 같이 보기
- 영국 법무장관
- 스코틀랜드 법무장관

## 참고 문헌
- Attorney General's Office (2007). 《The governance of Britain: a consultation on the role of the Attorney General》. The Stationery Office. ISBN 9780101719223.
- Carroll, Alex (2007). 《Constitutional and Administrative Law》 4판. Pearson Longman. ISBN 978-1-4058-1231-3.
- Cooley, Rita (1958). “Predecessors of the Federal Attorney General: The Attorney General in England and the American Colonies”. 《The American Journal of Legal History》 (Temple University) 2 (4): 304–312. doi:10.2307/844539. ISSN 0002-9319. JSTOR 844539.
- Dickens, Bernard (1972). “The Attorney-General's Consent to Prosecutions”. 《The Modern Law Review》 (Blackwell Publishing) 35 (4): 347–361. doi:10.1111/j.1468-2230.1972.tb02353.x.
- Elliott, Catherine; Francis Quinn (2008). 《English Legal System》 9판. Pearson Longman. ISBN 978-1-4058-5941-7.
- Jones, Elwyn (1969). “The Office of Attorney-General”. 《The Cambridge Law Journal》 (Cambridge University Press) 27 (1): 43–53. doi:10.1017/S0008197300088899. ISSN 0008-1973.